# 夢・花火
『夢・花火』（ゆめ はなび）は、GARNET CROWの21枚目のシングル。2006年7月5日に発売された。

## 解説
当初は2005年8月3日に発売予定であったが、もっとより高いクオリティのものを作りたいという意向から発売中止とし、2006年7月5日の正式発売まで約1年間温められてきた。
同年6月23日に次回作「今宵エデンの片隅で」のリリース発表、7月1日には次々回作「まぼろし」のリリース発表、更に8月21日にはアルバム『THE TWILIGHT VALLEY』の発売決定がそれぞれ正式に発表されたことで、実質3ヶ月連続シングルリリース、総合すると4ヶ月連続CDリリースの第1弾となる。シングルの3ヶ月連続リリースは、2000年の「千以上の言葉を並べても...」「夏の幻」「flying」以来である。なお、シングルの発売に先駆け、中村由利がオフィシャルサイト上で動画でのコメント出演をしている。
CDには、「籟・来・也」の別バージョンとして、タイアップとなったTBS系『キヤノンスペシャル 古代発掘ミステリー秘境アマゾン巨大文明』で使用されていたインストゥルメンタルバージョンやオーケストラバージョンなどが収録されている。
初回限定盤と通常盤ではCDジャケットと収録曲がそれぞれ異なっている。初回限定盤のジャケットは、CD盤面の約半分が見えるという特殊スリーブケース仕様となっていて、また歌詞カードもじゃばら折りで収納されているなど、これまでのGARNET CROWの作品にはなかったデザイン仕様となっている。初回限定盤にはアニメオリジナルステッカーが封入されている。

## 批評
CDjournalでは昭和中期の歌謡曲を思わせるようなメロディとラテン系の曲、更に中村の歌い方が合っていると評されている。

## 収録曲
- 全作詞：AZUKI七 / 作曲：中村由利 / 編曲：古井弘人

### 初回限定盤
1. 夢・花火
  - テレビ東京系アニメ『メルヘヴン』オープニングテーマ
2. His Voyage
3. Ring Ring a ding
4. 籟・来・也 〜mother earth〜
5. 籟・来・也 〜mysterious remix〜
番組のCMに使用されたインストゥルメンタル
6. 籟・来・也 〜Orchestra Ver〜
7. 夢・花火 (instrumental)

### 通常盤
1. 夢・花火
2. His Voyage
3. Ring Ring a ding
4. rai rai ya 〜eternal blessing〜
番組内で使用された中村由利のアカペラ・ファルセットバージョン。
5. 籟・来・也 〜mysterious remix〜
6. 夢・花火 (instrumental)

## 収録アルバム
夢・花火
- THE TWILIGHT VALLEY
- メルヘヴン THEME SONG BEST
- THE BEST History of GARNET CROW at the crest...
- THE ONE 〜ALL SINGLES BEST〜

His Voyage
- GOODBYE LONELY 〜Bside collection〜

## カバー
| アーティスト | 収録作品                   | 発売日        |
| ------------ | -------------------------- | ------------- |
| 浅川悠       | 『百歌声爛 女性声優編III』 | 2009年3月18日 |

## 関連リンク
- Billboard JAPAN 「夢・花火」スペシャルインタビュー

| テレビアニメ『メルヘヴン』オープニングテーマ 2006年4月2日 - 2006年9月24日 |                          |                                   |
| 前作: GARNET CROW 『晴れ時計』                                            | GARNET CROW 『夢・花火』 | 次作: GARNET CROW 『風とRAINBOW』 |